# Plaza Manuel Recabarren
La plaza Manuel Recabarren es un área verde de la ciudad de Temuco, Región de la Araucanía, Chile, ubicada en la manzana de las calles Arturo Prat, Bernardo O'Higgins, Vicuña Mackenna y San Martín. Fue en este lugar donde, el 24 de febrero de 1881, el ministro del interior de aquel año, Manuel Recabarren (por quien en su honor lleva su nombre) fundó la ciudad, frente al Fuerte Temuco, ubicado en lo que hoy es el Destacamento de montaña n.° 8 Tucapel, transformándose así en la "plaza fundacional" de la capital regional. Posteriormente, se desarrolló el centro de la urbe alrededor de la plaza Aníbal Pinto, la cual, esta última se convirtió en plaza de armas, en desmedro de la plaza Manuel Recabarren.
Durante el siglo XX, dentro del área de la plaza, se diseñaron jardines e instalaron estatuas como parte del concepto de ciudad presente en la ocupación de la Araucanía haciendo un homenaje a la monumentalidad de la modernidad que pretendía instalar el estado chileno sobre el territorio anexado.
El año 2010 el espacio fue reinaugurado a la comunidad incorporando al circuito de paseos públicos de Temuco, un área con hermosos y verdes prados, iluminación de última generación, cincuenta frondosos árboles, mobiliario en piedra y madera nativa. Transformándose de esa manera en un espacio para el paseo familiar temuquense. 
Héctor Lores fue el gerente de los nuevos estacionamientos construidos y encargado de la megaobra del parque luego de las gestiones hechas por el exalcalde Francisco Huenchumilla en el año 2008.
El área posee estacionamientos subterráneos disponibles los días Lunes a viernes en horario de 07:30 a 22:00 horas y Sábado de 09:00 a 14:30 horas mientras que los días Domingo y festivos se encuentran cerrados.

## Monumentos
La plaza Manuel Recabarren tiene un monumento ecuestre en homenaje al libertador de Chile Bernardo O'Higgins, levantado para conmemorar el bicentenario de la República. La escultura de bronce, es obra del artista José Carocca Laflor, la cual tiene más de cuatro metros de altura y pesa alrededor de cuatro toneladas. Fue una donación de la Universidad Autónoma de Chile a la Municipalidad de Temuco.
En el centro de la plaza, se ubican unos bustos de dos personajes importantes para la historia de este espacio social así como también de la ciudad, estos corresponden a los bustos de Manuel Recabarren, el ministro encargado en la fundación de Temuco sobre el emplazamiento de la actual plaza homónima y el de Evaristo Marín, militar chileno, de la rama de artillería. El cual participó en la Guerra del Pacífico siendo Comandante del Batallón Cívico "Bíobío", Comandante de Armas de Temuco y Ayudante de la Inspección General del Ejército de Chile.[cita requerida] Su homenaje se debe al papel que desempeñó en la campaña de Cautín como Comandante en Jefe del Ejército del Sur.

## Galería
|                         |
| Busto de Evaristo Marín |

|                                                   |
| Plaza Manuel Recabarren con vista al edificio UNO |

|                            |
| Busto de Manuel Recabarren |

|                                            |
| Monumento en homenaje a Bernardo O'higgins |

|                                                   |
| Placa conmemorativa en la plaza Manuel Recabarren |